# Karadere, Hendek
Karadere là một xã thuộc quận Hendek, tỉnh Sakarya, Thổ Nhĩ Kỳ. Dân số thời điểm năm 2008 là 192 người.